# Ihddaden
Iheddaden (en amazighe : ⵉⵃⴷⴷⴰⴷⴻⵏ, Iḥeddaden; en arabe : احدادن) est un quartier et une commune du Nador au Maroc. Il est situé dans la province de Nador dans le Rif et près de la montagne gourogou.